# 2011年ブラジル・オープン
2011年ブラジル・オープン(2011 Brasil Open)は、2011年2月7日から同2月13日にかけてブラジル・コスタ・ド・サイペにて開催された男子プロテニスツアーのATPツアー250シリーズ大会である。サーフェスは屋外クレーコート。本年で通算11回目の開催となる。

## シングルス

### シード選手
| 国           | 選手                         | ランク1 | シード |
| ------------ | ---------------------------- | ------- | ------ |
| スペイン     | ニコラス・アルマグロ         | 13      | 1      |
| スペイン     | アルベルト・モンタニェス     | 26      | 2      |
| ブラジル     | トマス・ベルッチ             | 31      | 3      |
| ウクライナ   | アレクサンドル・ドルゴポロフ | 32      | 4      |
| アルゼンチン | フアン・イグナシオ・チェラ   | 39      | 5      |
| スペイン     | トミー・ロブレド             | 40      | 6      |
| イタリア     | ポティート・スタラーチェ     | 49      | 7      |
| ルーマニア   | ビクトル・ハネスク           | 53      | 8      |

- 1 2011年1月31日付のランキングに基づく

### 主催者推薦
以下の3名が主催者推薦で本戦に出場した。
- ギリェルメ・クレザール
- フェルナンド・ロンボリ
- ジョアン・ソウザ

### 予選勝者
以下の4名が予選を勝ち上がり本戦に出場した。
- ファクンド・バグニス
- ロジェリオ・ドゥトラ・ダ・シウバ
- アンドレ・ゲム
- レオナルド・マイエル

## 優勝

### シングルス
ニコラス・アルマグロ def.  アレクサンドル・ドルゴポロフ, 6–3, 7–6(3).
- アルマグロが2008年以来、3年ぶり2度目の同大会優勝。アルマグロにとって今シーズン初、キャリア通算8度目のツアーシングルス優勝となった[1]。

### ダブルス
マルセロ・メロ /  ブルーノ・ソアレス def.  パブロ・アンドゥハル /  ダニエル・ヒメノ＝トラベル, 7–6(4), 6–3.
- メロにとって今シーズン2度目、キャリア通算9度目のツアーダブルス優勝となり、ソアレスにとって今シーズン2度目、キャリア通算5度目の優勝となった[2]。